# 圣吉勒 (索恩-卢瓦尔省)
圣吉勒（法語：Saint-Gilles，法語發音：[sɛ̃ ʒil]）是法国索恩-卢瓦尔省的一个市镇，属于索恩河畔沙隆区。

## 地理
圣吉勒（46°52'33"N, 4°40'1"E）面积3.64 平方千米，位于法国勃艮第-弗朗什-孔泰大區索恩-卢瓦尔省，该省份为法国中部省份，北起顺时针与科多尔省、汝拉省、安省、罗讷省、卢瓦尔省、阿列省和涅夫勒省接壤。
与圣吉勒接壤的市镇（或旧市镇、城区）包括：代讷维。

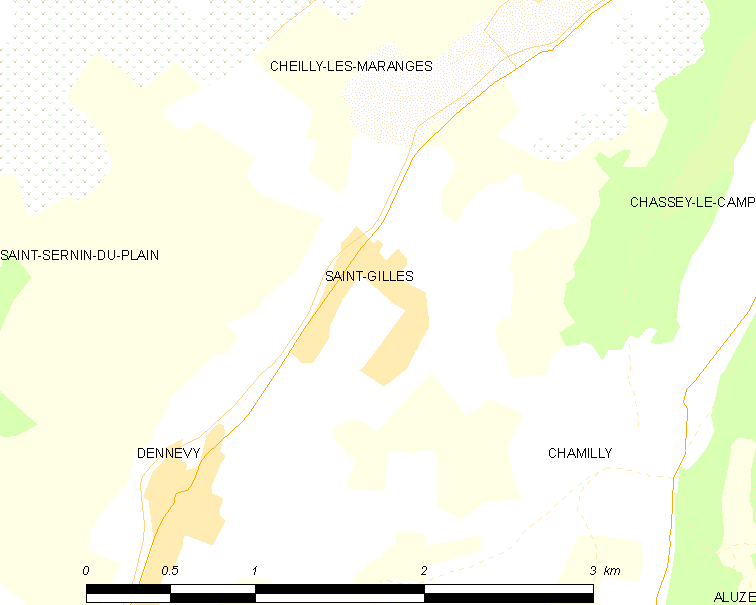
的OSM定位图

圣吉勒的时区为UTC+01:00、UTC+02:00（夏令时）。

## 行政
圣吉勒的邮政编码为71510，INSEE市镇编码为71425。

## 政治
圣吉勒所属的省级选区为沙尼县。

## 人口

1962-2008年间人口变化图示

圣吉勒于2022年1月1日时的人口数量为281人。